# Kewanee, Illinois
Kewanee là một thành phố thuộc quận Henry, tiểu bang Illinois, Hoa Kỳ. Năm 2010, dân số của thành phố này là 12916 người.

## Dân số
Dân số qua các năm:
- Năm 2000: 12944 người.
- Năm 2010: 12916 người.